# Kallahallikaval, Hunsur
Kallahallikaval là một làng thuộc tehsil Hunsur, huyện Mysore, bang Karnataka, Ấn Độ.